# Blanco Encalada
Blanco Encalada é uma fragata blindada, vulgarmente conhecido como El Blanco, era um navio da Armada do Chile no final do século XIX.

## Origem do nome
Foi nomeada em homenagem ao Almirante e ex-presidente chileno Manuel Blanco Encalada.

## História
Foi construído, igual ao seu irmão gêmeo Cochrane no Reino Unido em 1875. Ele participou ativamente da Guerra do Pacífico, a sua ação mais proeminente foi a captura do monitor peruano Huáscar no Combate Naval de Angamos. O Blanco Encalada fazia parte das forças que derrotaram o presidente do Congresso, José Manuel Balmaceda na guerra civil em 1891. Ele foi afundado durante o conflito, por aliados do presidente, em 23 de abril de 1891, tornando-se o primeiro navio de guerra no mundo a ser afundado por um torpedo de propulsão.